# ホルスト・ヤンコフスキー
ホルスト・ヤンコフスキー（Horst Jankowski、1936年1月30日 - 1998年6月29日）は、クラシック音楽の訓練を受けたドイツ出身のピアニストで、国際的に成功を収めたイージーリスニング音楽で最もよく知られている。

## 略歴
ベルリン生まれのヤンコフスキーは、ベルリン音楽院で学び、1950年代にはドイツでジャズを演奏した。1953年から1954年にかけてはクルト・ホーエンベルガーのオーケストラに所属し、その後、1955年まで歌手カテリーナ・ヴァレンテのピアニストを務めた。
ヤンコフスキーのイージーリスニング・ポップの作曲家としての名声は、1965年にインストゥルメンタル曲「森を歩こう」（ドイツ語版は「Eine Schwarzwaldfahrt」、英語版は「A Walk in the Black Forest」）で頂点に達した。この曲はポップ・ヒットとなり、全米イージーリスニング・チャートで1位、全米Billboard Hot 100で12位、全英シングルチャートで3位を獲得した。100万枚以上を売り上げ、ゴールドディスクを獲得。1969年12月31日にBBC OneとZDFで放送された、1960年代の音楽シーンを振り返るBBCの番組『Pop Go The Sixties』で取り上げられた。実は1965年より何年も前、1957年のテレビ・シリーズ『弁護士ペリー・メイスン』のエピソードでこの曲を聴くことができる。また、この曲はプリマス・アーガイルFCのシンボル・ソングとなり、毎試合終了後、ファンがスタジアムを後にする際に流されている。また、1970年代のBBCテレビ・シリーズ『The Goodies』のエピソード「Radio Goodies」では、このグループのラジオ局が所有する唯一のレコードという形で、ジョークとして登場した。
1965年にリリースされたアルバム『Genius of Jankowski』もミリオンセラーとなった。ヤンコフスキーはその後も一連のヒット・アルバムをリリースしたが、1970年代にはポップスやロックのヒット曲のカバーなどを含むジャズに力を入れるようになった。1989年から1994年にかけて、ヤンコフスキーはドイツのソノトンでイージーリスニング音楽を作曲・演奏した。
ヤンコフスキーは1998年、62歳で肺癌のため亡くなった。

## ディスコグラフィ

### リーダー・アルバム
- My Fair Lady Mit Horst Jankowski (1964年、Mercury)
- The Genius of Jankowski! (1964年、Mercury) ※全米 18位[7]
- More Genius of Jankowski (1965年、Mercury) ※全米 65位
- Still More Genius of Jankowski (1966年、Mercury) ※全米 107位
- So What's New? (1966年、Mercury)
- And We Got Love (1967年、Mercury)
- With Love (1967年、Mercury)
- Baby, But Grand (1967年、Mercury)
- Piano Affairs (1967年、Mercury)
- The Many Moods of Jankowski (1968年、Mercury)
- The Horst Jankowski Scene (1968年、Mercury)
- Play A Simple Melody (1968年、Mercury)
- Jankowski Plays Jankowski (1969年、Mercury)
- A Walk in the Evergreens (1969年、Mercury)
- Jankowski Meets Beethoven (1970年、Mercury)
- Piano on the Rocks (1970年、Mercury)
- Jankowskingsize – For Nightpeople Only (1970年、MPS)
- 『ソロ・ピアノの構造』 -  Jankowskeyboard (1970年、MPS)
- 『森を歩こう』 - Jankowskyline (1971年、MPS)
- Jankowski Plays Latin (1971年、Columbia)
- Follow Me (1972年、Intercord)
- International (1973年、Intercord)
- Happy Polka (1973年、Intercord)
- Return to the Black Forest (1975年、Rediffusion)
- Yes Sir, That's My Baby (1976年、EMI)
- Happy Blue Piano (1982年、Sonoton / Intersound)
- The Best of Mr. Black Forest (1989年、Sonoton / Intersound)
- Piano Interlude (1994年、Sonoton / Intersound)
- Black Forest Explosion! (1997年、Motor Music)
- Eine Schwarzwaldfahrt (1998年、Mercury)
- Jankowskinetik (2003年、Universal)
- Jankowskeynotes (2004年、Universal)
- Remember Mr. Black Forest  (2015年、Memorylane / Intersound)

### 参加アルバム
ジョニー・ホッジス
- 『プレイズ・ガーシュウィン』 - Johnny Hodges and His Strings Play the Prettiest Gershwin (1958年、Verve)